# César Marcano (cyclisme)
Marcano  Sánchez est un nom espagnol. Le premier nom de famille, en général paternel, est Marcano ; le second, en général maternel, souvent omis, est Sánchez.
César Mervin Marcano Sánchez, né le 22 octobre 1987 à Bejuma, est un coureur cycliste vénézuélien. Spécialiste de la vitesse par équipes, il a été médaillé d'or dans cette discipline aux Jeux panaméricains de 2011.

## Palmarès

### Jeux olympiques
- Londres 2012
  - 9e de la vitesse par équipes (avec Hersony Canelón et Ángel Pulgar)[1].
- Rio 2016
  - 8e de la vitesse par équipes
  - 27e de la vitesse individuelle

### Championnats du monde
- Apeldoorn 2011
  - 14e de la vitesse par équipes (éliminé au tour qualificatif)[2]
- Melbourne 2012
  - 8e de la vitesse par équipes (éliminé au tour qualificatif)[3]
  - 49e de la vitesse individuelle[4]
- Saint-Quentin-en-Yvelines 2015
  - 9e de la vitesse par équipes (éliminé au tour qualificatif)
- Londres 2016
  - 10e de la vitesse par équipes

### Coupe du monde
- Coupe du monde 2011-2012
  - 3e de la vitesse par équipes à Cali (avec Ángel Pulgar et Hersony Canelón)[5]
- Coupe du monde 2012-2013
  - 3e de la vitesse par équipes à Cali (avec Ángel Pulgar et Juan Orellana)[6]

### Championnats panaméricains
- Valencia 2007
  - Quatrième de la vitesse par équipes[7].
- Aguascalientes 2010
  -  Médaillé d'argent de la vitesse par équipes.
  - Onzième du keirin[8].
- Medellín 2011
  -  Médaillé de bronze de la vitesse par équipes.
  - Éliminé en 1/16e de finale de la vitesse individuelle[9].
- Mar del Plata 2012
  -  Médaillé de bronze de la vitesse par équipes.
  - Douzième du keirin[10].
  - Quinzième de la vitesse individuelle[11] (éliminé en 1/16e de finale[12]).
- Mexico 2013
  -  Médaillé d'or de la vitesse par équipes.
- Aguascalientes 2014
  -  Médaillé d'or de la vitesse par équipes.
  - Dix-huitième de la vitesse individuelle[13] (éliminé au premier tour[14]).
- Santiago 2015
  -  Médaillé d'or de la vitesse par équipes.
- Couva 2017
  - Cinquième de la vitesse par équipes[15].
  - Quart de finaliste de la vitesse individuelle[16].
  - Éliminé au repêchage du premier tour du keirin[17].
- Aguascalientes 2018
  - Quatrième de la vitesse par équipes[18].
  - Dix-septième du keirin[19].
- Cochabamba 2019
  - Éliminé au repêchage du premier tour du keirin[20].

### Jeux panaméricains
- Rio de Janeiro 2007
  -  Médaillé d'argent de la vitesse par équipes
- Guadalajara 2011
  -  Médaillé d'or de la vitesse par équipes
- Toronto 2015
  -  Médaillé d'argent de la vitesse par équipes

### Jeux sud-américains
- Mar del Plata 2006
  -  Médaillé d'or de la vitesse par équipes (avec Alexander Cornieles et Hersony Canelón)
- Santiago 2014
  -  Médaillé d'or de la vitesse par équipes (avec Hersony Canelón et Ángel Pulgar)
- Cochabamba 2018
  -  Médaillé d'argent de la vitesse par équipes

### Jeux d'Amérique centrale et des Caraïbes
- Carthagène des Indes 2006
  -  Médaillé de bronze de la vitesse par équipes
  -  Médaillé de bronze du keirin
- Mayagüez 2010
  -  Médaillé d'or de la vitesse par équipes (avec Hersony Canelón et Ángel Pulgar)
- Veracruz 2014
  -  Médaillé d'or de la vitesse par équipes (avec Hersony Canelón et Ángel Pulgar)
- Barranquilla 2018
  -  Médaillé d'argent de la vitesse par équipes

### Jeux bolivariens
- Santa Marta 2017
  -  Médaillé d'argent de la vitesse par équipes.

### Championnats du Venezuela
- Valencia 2012
  -  Médaillé d'or du keirin[21].
  -  Médaillé d'argent de la vitesse par équipes (avec Randall Figueroa et Francesco Rocaforte)[22].
  -  Médaillé d'argent de la vitesse individuelle.
- 2013
  -  Médaillé d'argent du keirin.
  -  Médaillé d'argent de la vitesse par équipes (avec Manuel Pascuas et Francesco Rocaforte).
  -  Médaillé d'argent de la vitesse individuelle.
- Valencia 2014
  -  Médaillé d'argent de la vitesse par équipes (avec Gabriel Quintero et Isaac Yaguaro)[23].
- San Cristóbal 2015
  -  Médaillé de bronze du keirin[24].
  -  Médaillé de bronze de la vitesse par équipes (avec Gabriel Quintero et Frank Carreño)[25].
  -  Médaillé de bronze de la vitesse individuelle[26].
- Carabobo 2016
  -  Médaillé d'or du keirin[27].
  -  Médaillé d'or de la vitesse individuelle[28].
  -  Médaillé d'or de la vitesse par équipes (avec Gabriel Quintero et Leonardo Afanador)[29].